# قلعه کاکه‌گاوا
قلعه کاکه‌گاوا (به ژاپنی: 掛川城/懸川城 Kakegawa-jō) یک قلعه ژاپنی به سبک هیرایاما است. این قلعه یکی از مقرهای دایمیوهایی بود که بر قلمروی کاکه‌گاوا، ولایت توتومی فرمان می‌راندند. این قلعه اکنون در مرکز کاکه‌گاوا، شیزوئوکا در استان شیزوئوکا، ژاپن قرار دارد.
خاندان آساهینا در دوره سنگوکو مسئول قلعه باقی ماندند و آساهینا یاسویوشی و آساهینا یاسوتومو از نوادگان یاسوهیرو، نسل به نسل مسئولیت قلعه را بر عهده گرفتند. با این حال، در سال ۱۵۶۸ (ایروکو ۱۱)، ایماگاوا اوجیزانه، ارباب خاندان آساهینا، در حمله به سوروگا مورد حمله فئودال‌های تاکدا شینگن از ولایت کای و توکوگاوا ایه‌یاسو از ولایت میکاوا قرار گرفت و پایگاه اصلی خود در سونپو-کان را رها کرد و به قلعه کاکه‌گاوا گریخت. در نتیجه قلعه کاکه‌گاوا توسط نیروهای توکوگاوا محاصره شد، اما یاسوتومو به خوبی از قلعه دفاع کرد و اجازه سقوط آن را نداد. در این زمان، این نظریه وجود دارد که نیروهای توکوگاوا پایگاه خود را در کوه کوکاک و، جایی که قلعه کاکه‌گاوا در گذشته آنجا قرار داشت، ایجاد کردند. با این حال، به دلیل تفاوت در تعداد سربازان، یاسوتومو پس از اینکه ایه‌یاسو اذعان کرد که اوجیزانه در یک توافق صلح امن است، تصمیم گرفت قلعه را تسلیم کند.
اوجیزانه و یاسوتومو قلعه کاکه‌گاوا را در ۸ فوریه ۱۵۶۹ (۲۳ ژانویه، ۱۲ ایروکو) باز کردند و سپس  به قلعه اوداوارا در ولایت ساگامی رفتند . تاکدا شینگن که به زودی وارد ولایت سوروگا شد، در این زمان دشمن توکوگاوا ایه‌یاسو شد و قلعه سوواهارا را در فلات ماکینوهارا در نزدیکی قلعه کاکه‌گاوا ساخت و قلعه تاکاتنجین واقع در جنوب قلعه کاکه‌گاوا به صحنه نبردهای شدید بین خاندان تاکدا و توکوگاوا تبدیل شد. با این حال، قلعه کاکه‌گاوا تا زمان سقوط خاندان تاکدا در سال ۱۵۸۲ در اختیار خاندان توکوگاوا باقی ماند.